# Maixabel Lasa
Maixabel Lasa Iturrioz (Legorreta, Guipúzcoa, 1951) es una activista y política española por la convivencia en el País Vasco, directora de la Oficina de Atención a las Víctimas del Terrorismo del Gobierno Vasco entre 2001 y 2012. Viuda de Juan María Jáuregui, político vasco del PSE-EE asesinado por ETA, fue una de las primeras víctimas que accedió a entrevistarse con los asesinos de su marido en la cárcel.

## Biografía

### Inicios en la política
En los años 1970 comenzó a participar en política en el PCE-EPK, junto a su marido Juan María Jáuregui. En los años 1980 se afilió al Partido Socialista de Euskadi (PSE-PSOE).

### Víctima del terrorismo
En el año 2000, ETA asesinó a su marido Juan María Jauregi (PSOE). Tenía con él una hija, María.

### Atención por igual a las víctimas
Un año más tarde, en diciembre de 2001, fue nombrada directora de la Oficina de Atención a las Víctimas del Terrorismo del Gobierno Vasco, presidido por Juan José Ibarretxe (PNV), ocupando ininterrumpidamente este cargo durante tres legislaturas, a lo largo de once años. Su nombramiento fue recibido por todas fuerzas políticas y colectivos de afectados con sumo respeto, pero con muchas incógnitas sobre cómo reconducir la dirección de ese departamento tras el Pacto de Estella y la ruptura de la tregua de ETA en 1999. Junto a Txema Urkijo se tuvieron que ganar la confianza de las víctimas para poner en marcha una nueva etapa en las políticas de reinserción y de restauración entre víctimas y asesinos que ofreció muy buenos resultados.
Su decisión, desde el Gobierno Vasco, de atender por igual a las víctimas de todas las violencias, fueran causadas por ETA, los GAL o por los abusos policiales, la convirtió en objeto de las iras de algunas organizaciones de víctimas y partidos políticos.

### Encuentros restaurativos
Participó en el proyecto de justicia restaurativa de la vía Nanclares, encuentros que surgieron de la solicitud de una serie de presos de ETA que querían reunirse con víctimas. A Lasa le llegó una solicitud de Luis Carrasco, uno de los tres asesinos de su marido, en el año 2011. Lasa siempre ha defendido las segundas oportunidades y pensó que qué mejor forma que poner en práctica uno de sus principios. Se dio cuenta de que esas personas sentían verdaderamente el daño que habían causado y estaban arrepentidas. En el año 2014, Ibon Etxezarreta solicitó también reunirse con ella. En 2021 Patxi Makazaga pidió reunirse con Lasa.
Los encuentros restaurativos comenzaron en 2011, se realizaron 14 con máxima discreción, y se dieron a conocer en el año 2012 porque se terminaron de hacer, ya que el Partido Popular obstaculizó su continuidad.

### Salida del PSE
En el año 2020, Lasa se dio de baja del PSE-EE tras haber sido expedientada por el partido por apoyar a Txema Urkijo, de Más País, lamentando que los socialistas confundieran una relación personal con una política.

### Maixabel, la película
Lasa define la película Maixabel (2021) de Iciar Bollain como un canto a la necesidad de convivencia de todas las personas, de vivir entre distintos pero respetándonos y un canto a la deslegitimación del uso de la violencia. La película muestra cómo fueron los encuentros restaurativos, porque mucha gente los desconoce y ha habido muchos bulos durante estos años. 
"Con la violencia no se consigue absolutamente nada, lo que tienes que conseguir es las cosas de otra forma, haciendo pedagogía, escuchando al vecino y solucionando los problemas que tenemos en el día a día, utilizando fundamentalmente la palabra".

## Colaboraciones
- El fin de ETA (2017), película documental española dirigida por Justin Webster.
- La pelota vasca, la piel contra la piedra (2003), documental de 2003 dirigido por Julio Medem.
- Documental Zubiak ("Puentes", en español), el primer capítulo de la serie de Movistar+ ETA: el final del silencio.[5]
- [Publicación] Víctimas y política penitenciaria. Claves, experiencias y retos de futuro (Ed. Catarata, 2019).[20]

## Premios y reconocimientos
- 2009 Premio de la Fundación López de Lacalle por su "estimable e infatigable labor en defensa de la libertad, los valores democráticos y la tolerancia".[21]
- 2013 Premio Nacional de Derechos Humanos, de la Asociación pro Derechos Humanos de España por la experiencia de diálogo entre exmiembros de ETA y sus víctimas.[22]
- 2015 Memorial Joan XXIII, por su trabajo para impulsar el diálogo entre los diferentes actores relacionados con la violencia en el País Vasco.[23]